# Nancy Rock
Nancy Rock är en kulle i Antarktis. Den ligger i Sydshetlandsöarna. Argentina, Chile och Storbritannien gör anspråk på området.
Terrängen runt Nancy Rock är platt österut, men åt sydost är den kuperad. Havet är nära Nancy Rock åt nordväst. Trakten är glest befolkad. Närmaste befolkade plats är Escudero Station, 7,4 km öster om Nancy Rock. 